# Кристиан Фукс
Кристиан Фукс (на немски: Christian Fuchs) е роден на 7 април 1986 г. в Нойкирхен, Австрия. Той е бивш австрийски футболист, който играеше като защитник.

## Статистика
- 142 мача и 12 гола за СВ Матерсбург

## Успехи

### Клубни
Шалке 04
- Суперкупа на Германия (1) – 2011